# 척 (드라마)
척(Chuck)은 2007년 9월 24일부터 2012년 1월 27일까지 NBC에서 방영된 드라마이다.